# Bryan Shelton
Bryan Shelton (ur. 22 grudnia 1965 w Huntsville) – amerykański tenisista.
Jego syn, Ben, również jest tenisistą.

## Kariera tenisowa
Karierę zawodową Shelton rozpoczął w 1989 roku, a zakończył w 1997 roku. W grze pojedynczej wygrał 2 turnieje rangi ATP World Tour i osiągnął 1 finał.
W grze podwójnej Amerykanin zwyciężył 2-krotnie w zawodach kategorii ATP World Tour i awansował do 1 finału.
W 1992 roku doszedł do finału French Open w konkurencji gry mieszanej, wspólnie z Lori McNeil. W finale amerykańska para przegrała z Arantxą Sánchez Vicario i Markiem Woodfordem 2:6, 3:6.
W rankingu gry pojedynczej Shelton najwyżej był na 55. miejscu (23 marca 1992), a w klasyfikacji gry podwójnej na 52. pozycji (28 lutego 1994).
Po zakończeniu kariery zajął się trenowaniem zespołów akademickich oraz przez pewien okres był jednym z trenerów tenisowej federacji w Stanach Zjednoczonych. W 1996 roku współpracował z MaliVaim Washingtonem, finalistą Wimbledonu.

### Finały w turniejach ATP World Tour
| Nazwa                        |
| ---------------------------- |
| Wielki Szlem                 |
| Igrzyska olimpijskie         |
| ATP Tour World Championships |
| ATP Masters Series           |
| ATP Championship Series      |
| ATP World Series             |

#### Gra pojedyncza (2–1)
| Końcowy wynik | Nr | Data          | Turniej | Nawierzchnia | Przeciwnik      | Wynik finału  |
| ------------- | -- | ------------- | ------- | ------------ | --------------- | ------------- |
| Zwycięzca     | 1. | 14 lipca 1991 | Newport | Trawiasta    | Javier Frana    | 3:6, 6:4, 6:4 |
| Zwycięzca     | 2. | 12 lipca 1992 | Newport | Trawiasta    | Alex Antonitsch | 6:4, 6:4      |
| Finalista     | 1. | 2 maja 1993   | Atlanta | Ceglana      | Jacco Eltingh   | 6:7(1), 2:6   |

#### Gra podwójna (2–1)
| Końcowy wynik | Nr | Data            | Turniej  | Nawierzchnia | Partner           | Przeciwnicy                    | Wynik finału  |
| ------------- | -- | --------------- | -------- | ------------ | ----------------- | ------------------------------ | ------------- |
| Finalista     | 1. | 15 lipca 1990   | Newport  | Trawiasta    | Todd Nelson       | Darren Cahill Mark Kratzmann   | 6:0, 4:6, 6:7 |
| Zwycięzca     | 1. | 27 lutego 1994  | Meksyk   | Ceglana      | Francisco Montana | Murphy Jensen Luke Jensen      | 6:3, 6:4      |
| Zwycięzca     | 2. | 5 stycznia 1997 | Adelaide | Twarda       | Patrick Rafter    | Todd Woodbridge Mark Woodforde | 6:4, 1:6, 6:3 |

#### Gra podwójna (0–1)
| Końcowy wynik | Nr | Data           | Turniej            | Nawierzchnia | Partnerka   | Przeciwnicy                            | Wynik finału |
| ------------- | -- | -------------- | ------------------ | ------------ | ----------- | -------------------------------------- | ------------ |
| Finalista     | 1. | 7 czerwca 1992 | French Open, Paryż | Ceglana      | Lori McNeil | Arantxa Sánchez Vicario Mark Woodforde | 2:6, 3:6     |